# جو باتلر
جو باتلر (بالإنجليزية: Joe Butler)‏ (1879 في المملكة المتحدة - 1 أغسطس 1941) هو لاعب كرة قدم بريطاني (وحمل سابقاً جنسية المملكة المتحدة لبريطانيا العظمى وأيرلندا) في مركز حراسة المرمى. لعب مع ستوكبورت كونتي وماكليسفيلد تاون ونادي سندرلاند ونادي ليتون أورينت ولينكولن سيتي أف سي وGlossop North End A.F.C. ‏.